# Pour nous chez nous
Pour plus de détails, voir Fiche technique et Distribution.
Pour nous chez nous est un documentaire réalisé par Dominic Leclerc, originaire de Rouyn-Noranda en Abitibi-Témiscamingue, portant sur « l’exploitation de nos ressources naturelles au Québec, de leur financiarisation et de notre dépendance aux chaînes d’approvisionnement ».

## Synopsis
Alors que la pandémie a ravivée le concept de l'autonomie, une question cruciale se pose ; on se demande si on est en train de vendre à des investisseurs étrangers ce qui distingue et rapproche de l'autonomie, et les précieuses ressources naturelles. Le film aborde son sujet un peu à la manière d'un cours d'économie.

## Fiche technique
- Réalisation : Dominic Leclerc
- Production : Productions Lustitia Inc. - Canada, 2021[4]
- Photographie : Katerine Giguère[4]
- Production : Renée-Claude Riendeau[4]
- Scénarisation : Renée-Claude Riendeau[4]
- Narratrice : Marie-Lyne Joncas

## Festival et diffusion
La première représentation du documentaire a eu lieu au Festival de cinéma international en Abitibi-Témiscamingue.Lors de la 41e édition.
Le documentaire été diffusé sur les ondes de Télé-Québec.